# John C. Brown (Politiker, 1827)

John Calvin Brown

John Calvin Brown (* 6. Januar 1827 im Giles County, Tennessee; † 17. August 1889 in Red Boiling Springs, Tennessee) war ein US-amerikanischer Politiker, Gouverneur von Tennessee und Generalmajor im konföderierten Heer.

## Jugend und Aufstieg
Brown war der jüngere Bruder des früheren Gouverneurs von Tennessee, Neill S. Brown. Er studierte am Jackson College in Columbia Jura und graduierte bereits im Alter von 19 Jahren. Zwei Jahre später wurde er als Anwalt zugelassen. Von 1848 bis zum Mai 1861 praktizierte er erfolgreich als Jurist. In den Jahren vor dem Bürgerkrieg bekannte sich Brown stets zur Union. Als sich Tennessee jedoch der Sezession anschloss, kämpfte er aus Loyalität gegenüber seinem Staat auf dessen Seite im Krieg.

## Im Sezessionskrieg
1861 trat Brown als Hauptmann dem 3. Infanterieregiment des provisorischen Heeres von Tennessee bei und wurde am 16. Mai desselben Jahres zum Kommandeur dieses Regiments ernannt, das in das konföderierte Heer eingegliedert wurde. Bei der Schlacht um Fort Donelson vom 14. bis 16. Februar 1862 kommandierte Brown die dritte Brigade von Generalmajor Buckners Division, die von der Tennessee-Armee der Union belagert wurde. Als am 16. das Fort von den Unionstruppen eingenommen wurde, nahmen diese Brown gefangen und ließen ihn erst sechs Monate später wieder frei. Nach seiner Freilassung schloss er sich wieder den Konföderierten an und wurde am 30. August 1862 zum Brigadegeneral befördert. Er nahm an der „Heartland“ Offensive teil und wurde am 8. Oktober 1862 in der Schlacht bei Perryville verwundet. Bei der Schlacht am Chickamauga am 19. und 20. September 1963 wurde er wieder verwundet. Nach seiner Genesung nahm er am Atlanta-Feldzug teil und wurde am 4. August 1864 zum Generalmajor befördert.

## Politische Karriere nach dem Bürgerkrieg
Nach Ende des Krieges ging Brown zurück nach Pulaski und praktizierte weiterhin als Anwalt, wurde Mitglied der Demokratischen Partei und beteiligte sich aktiv an der Politik. 1870 war er Präsident der verfassungsgebenden Versammlung. 1871 wurde er zum Gouverneur von Tennessee gewählt und war der erste Demokrat nach dem Bürgerkrieg, der diese Position innehatte. Er kandidierte nochmals und wurde 1873 in seinem Amt für weitere zwei Jahre bestätigt. Während seiner Amtszeit war das größte Problem die hohe Staatsverschuldung von rund 43 Millionen Dollar. Am Ende seiner Amtszeit betrug diese nur noch 20 Millionen. Brown reorganisierte auch das Schulwesen. Allerdings gründete er auch die nach Rassen getrennten Schulen, eine Praxis, die in den Südstaaten der USA bis Mitte des 20. Jahrhunderts Bestand haben sollte.
Nach dem Ende seiner Amtszeit unternahm er einen vergeblichen Versuch, in den US-Senat gewählt zu werden. In der Folge war er als Anwalt tätig. Vorübergehend zog er nach Texas, wo er Präsident einer Eisenbahngesellschaft wurde. Zurück in Tennessee war er noch Präsident der Coal and Iron Company, damals der größte Industriekonzern des Südens.
Verheiratet war Brown seit 1864 mit Bettie Childress, die zu dieser Zeit als eine der schönsten und gebildetsten Damen des Südens galt.